# Henri Picard

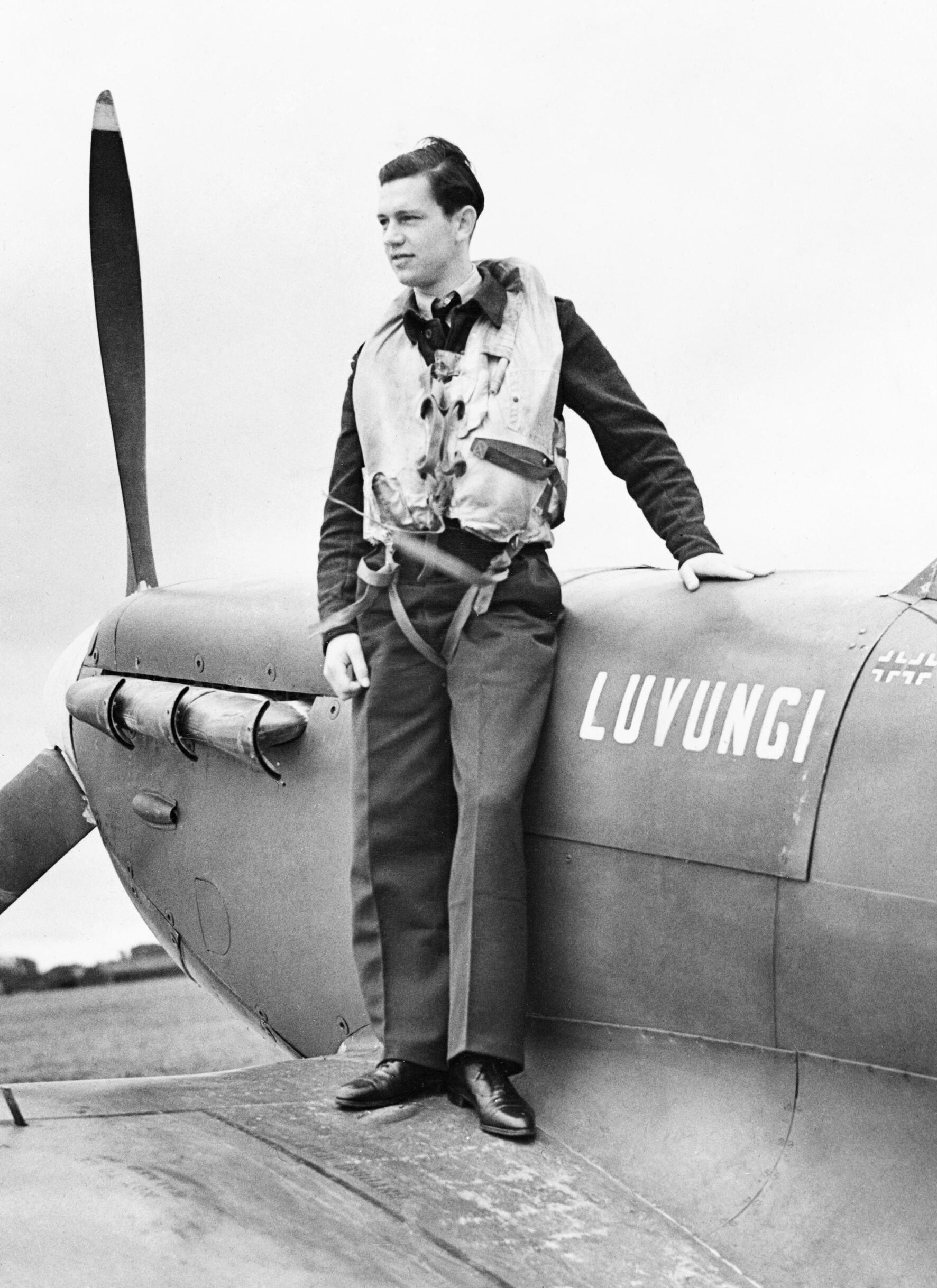
Henri Picard in 1942

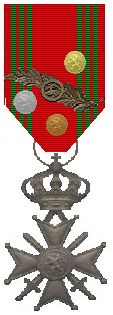
Oorlogskruis

Henri A. Picard (Etterbeek, 17 april 1916 - Görlitz, 25 maart 1944) was militair tijdens de Tweede Wereldoorlog.
Picard heeft gestudeerd in Boom, Brussel en Malonne, waarna hij in 1936 naar de Koninklijke Militaire School ging en toegevoegd wordt aan de 82ste Promotie Infanterie-Cavalerie. Dan komt hij bij de Ardeense Jagers, maar inmiddels heeft hij bedacht dat hij wil leren vliegen.
Per 1 december 1938 gaat hij naar de School van het Vliegwezen in Evere voor een opleiding tot waarnemer en per 3 januari mag hij naar de Vliegschool in Wevelgem. Hij leert vliegen in Avro 504N en SV 4B toestellen. De vervolgopleiding is in Goetsenhoven, maar deze wordt overgeplaatst eerst naar Frankrijk en al gauw naar Oujda in Marokko.
Als Picard en 59 kameraden weigeren de nederlaag te aanvaarden, verlaten zij Oujda en gaan naar Casablanca. Met de 'David Livingstone' varen zij naar Gibraltar, en vandaar met de 'Harison' naar Engeland. Daar komen zij op 14 juli 1940 aan. Na een opleiding van drie maanden wordt Picard Piloot-Officier. Bij een van zijn vluchten haalt hij ter hoogte van Griz-Nez twee Focke-Wulf Fw 190 toestellen neer en wordt later beloond met het Oorlogskruis met twee palmen. Tijdens Operatie Jubilee bij Dieppe haalt hij weer zo'n toestel neer.

## Gewond, gevangen, ontsnapt
Een week later voert hij een escorteopdracht uit en wordt aangevallen door twaalf FW190 toestellen, waarna hij als vermist wordt opgegeven. Boven het Kanaal is hij ernstig aan zijn been gewond geraakt en heeft per parachute zijn toestel moeten verlaten. Na vijf dagen spoelt hij met zijn dinghy aan bij de Franse kust. Hij wordt gevangengenomen en naar het hospitaal gebracht. Eenmaal hersteld wordt hij naar Stalag Luft III gebracht.
In Stalag Luft maakt hij deel uit van de groep Piloot-Officieren die de Grote Ontsnapping organiseren. In de nacht van 24 op 25 maart 1944 pogen 220 gevangenen volgens een strak schema 's nachts door een tunnel te ontsnappen. Helaas blijkt de tunnel te kort waardoor die niet in het bos eindigt maar in een open veld. Desondanks weten 76 gevangenen door de tunnel te kruipen en te ontsnappen, voordat de tunnel wordt ontdekt. De Gestapo opent meteen een klopjacht op de 76 ontsnapte gevangen. Slechts drie van hen bereiken uiteindelijk de vrijheid. Twee van de ontsnapten worden tijdens de vlucht al direct opgepakt, en eenentwintig worden binnen een paar uur gevonden en teruggebracht naar Stalag Luft III. De overige vijftig ontsnapte officieren worden overgedragen aan de Gestapo. In eerste instantie wil Hitler alle 73 laten executeren, maar Himmler weet hem te overtuigen dit niet te doen. Generaal Artur Nebe maakt een lijst van de 50 die zullen worden geëxecuteerd om als voorbeeld te dienen. 
Picard wordt opnieuw gevangengenomen in Schneidemühl en op 29 maart 1944 in de gevangenis van Görlitz door Gestapo kapitein Reinholt Bruchardt gefusilleerd. Zijn lichaam is gecremeerd in Danzig. Hij ligt begraven op de Old Garrison Cemetry in Poznań.
Picard is niet de enige Belg die uit het kamp ontsnapt. Voor 25 maart is Roger De Wever al ontsnapt en weer opgepakt, maar hierdoor in een isoleercel terechtgekomen, en niet op de lijst van Nebe terechtgekomen om gefusilleerd te worden.